# Utivarachna subfabaria
Espèce
Utivarachna subfabaria est une espèce d'araignées aranéomorphes de la famille des Trachelidae.

## Distribution
Cette espèce est endémique du Guangxi en Chine,. Elle se rencontre dans le xian de Longzhou.

## Description
Le mâle holotype mesure 6,10 mm et la femelle paratype 5,94 mm.

## Publication originale
- Liu, Yin, Haddad, Xu & Ma, 2020 : « Two new species of Utivarachna Kishida, 1940 from southern China, with an updated key to the Chinese species (Araneae: Trachelidae). » Zootaxa, no 4803(1), p. 87-102.